# تورو موريكاوا
تورو موريكاوا (باليابانية: 森川 徹) (29 يونيو 1966 في إيشيكاوا في اليابان – )؛ هو لاعب كرة قدم ياباني سابق كان يلعب كمدافع.

## وصلات خارجية
- تورو موريكاوا على موقع رابطة كرة القدم اليابانية للمحترفين (اليابانية)
- تورو موريكاوا على موقع عالم كرة القدم.نت (الإنجليزية)